# Kommitteret
En kommitteret er en person som er overdraget et hverv i det offentlige og erhvervslivet.
Det kan eksempelvis være en tidligere eller nuværende embedsmand i et ministerium, officer fra forsvaret, politiembedsmand, tidligere personer fra bestyrelser i det private erhvervsliv etc.